# Scharführer
Scharführer ("líder de escuadrón") era un título o rango utilizado en la terminología militar alemana de principios del siglo XX. En alemán, schar era un término para la subunidad más pequeña, equivalente a (por ejemplo) una "tropa", "escuadrón" o "sección". La palabra führer simplemente significa "líder".
El término scharführer se remonta a la Primera Guerra Mundial, cuando se remitió a un suboficial a cargo de varios soldados de choque u otros soldados de las fuerzas especiales.

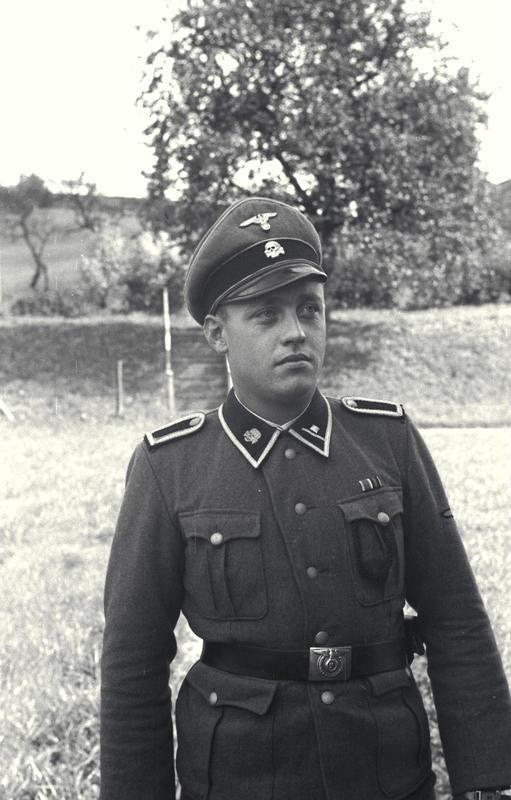
Un SS-scharführer sirviendo en Mauthausen.

Sin embargo, fue utilizado mucho más ampliamente por las organizaciones militares vinculadas al Partido Nacionalsocialista Obrero Alemán, entre 1925 y 1945 y se asoció fuertemente con ellas.

## Utilización nacionalsocialista
Scharführer es más reconocible como un rango de las SS y un título de las SA. Scharführer se usó por primera vez como título en las Sturmabteilung (SA) a partir de 1921 y se convirtió en un rango real en 1928. Scharführer fue el primer rango de suboficiales de las SA, y se denotó por un solo punto centrado en un parche del cuello izquierdo . En 1930, el veterano Scharführer fue nombrado para el nuevo rango de SA-Oberscharführer, denotado por una franja plateada adicional al parche de cuello Scharführer.
Las Schutzstaffel (SS) usaron la misma insignia para Scharführer como las SA, pero el nivel de rango cambió en 1934 con una reorganización de la estructura de rango SS. En ese momento, el antiguo rango de SS-Scharführer se conoció como SS-Unterscharführer con el título de SS-Scharführer equivalente a un SA-Oberscharführer. El rango de SS-Truppführer se eliminó de las SS, para ser reemplazado por SS-Oberscharführer y el nuevo rango de SS-Hauptscharführer. Las primeras Waffen-SS crearon un rango aún más alto, conocido como SS-Sturmscharführer.
Dentro de las SA, el Scharführer era superior al rango de SA-Rottenführer, mientras que en las SS, un Scharführer era superior al de SS-Unterscharführer. El rango de Scharführer también fue utilizado por otras organizaciones relacionadas al Partido Nacionalsocialista Obrero Alemán; entre ellos, el Cuerpo de Aviadores Nacionalsocialistas (NSFK), el Cuerpo de Automovilistas Nacionalsocialistas (NSKK) y las Juventudes Hitlerianas (HJ).

## Insignias

Galón o presilla de SS-Scharführer (SS-Oberjunker)
HJ Emblemas de cuello
NSFK Emblemas de cuello
NSKK Emblemas de cuello
SA Emblemas de cuello
Emblemas de cuello para la jerarquía de SS-Scharführer
Camuflaje militar